# Vikarbyn
Vikarbyn est une localité de Suède dans la commune de Rättvik située dans le comté de Dalécarlie.
Sa population était de 1 201 habitants en 2019.